# Rutili Llop (gramàtic)
Rutili Llop (llatí: Rutilius Lupus; probablement el praenomen era Publius, en català Publi) va ser un retòric romà del segle i aC. Era probablement fill del tribú de la plebs i pretor Publi Rutili Llop.
El seu nom consta en un tractat de retòrica, dividit en dos llibres, titulat De Figuris Sententiarum et Elocutionis, que sembla una abreviació del llibre de Gòrgies d'Atenes σχῆμα διανοίας καὶ λέξεως. Gòrgies era un dels preceptors de Ciceró. El llibre és valuós per les nombroses traduccions que conté d'antics escriptors grecs dels quals se n'ha perdut l'obra.